# Швидкісна дорога S14 (Польща)

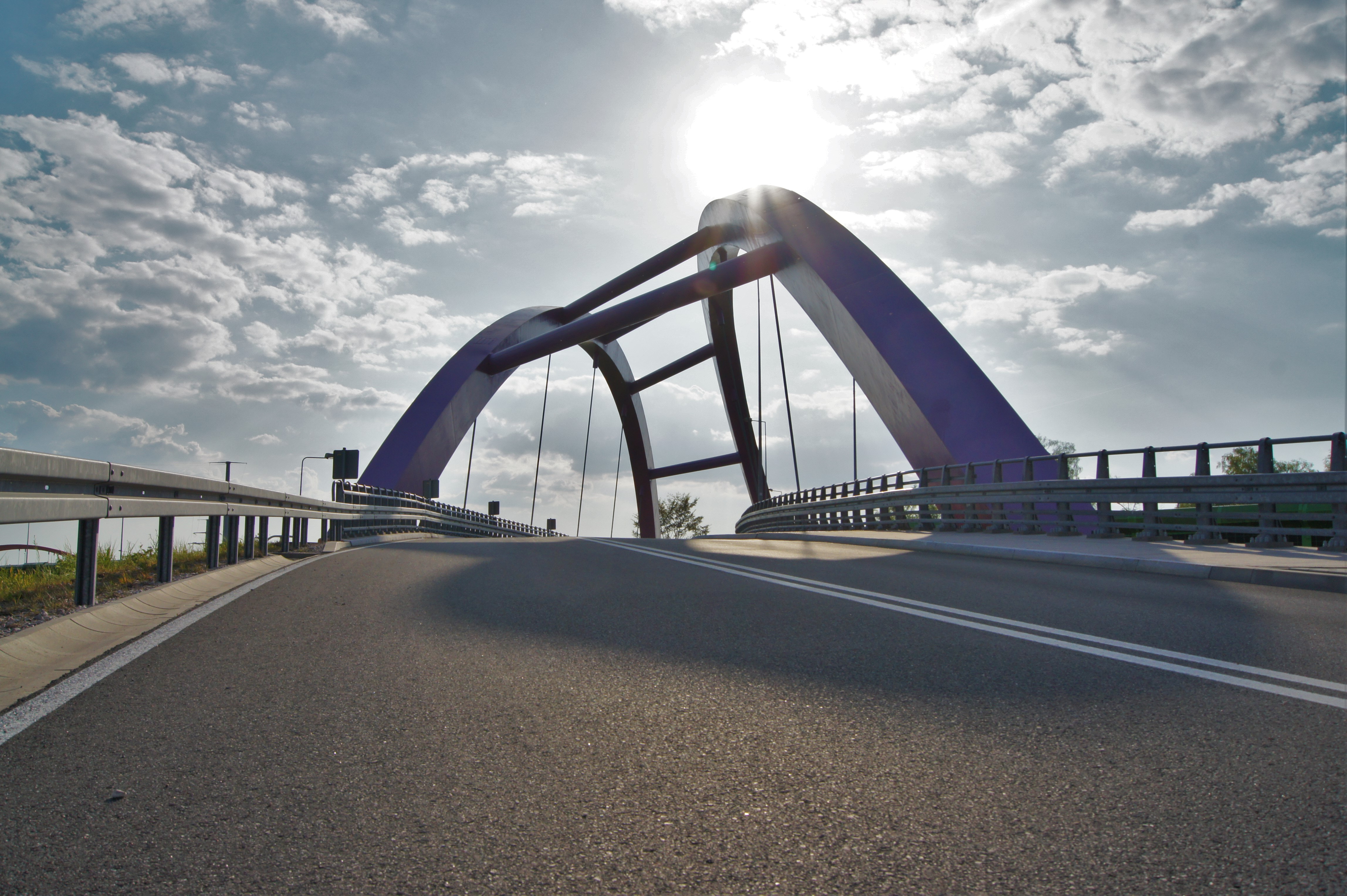
«Бернер» - віадук на швидкісні дорозі S14 у Шинкелеві.

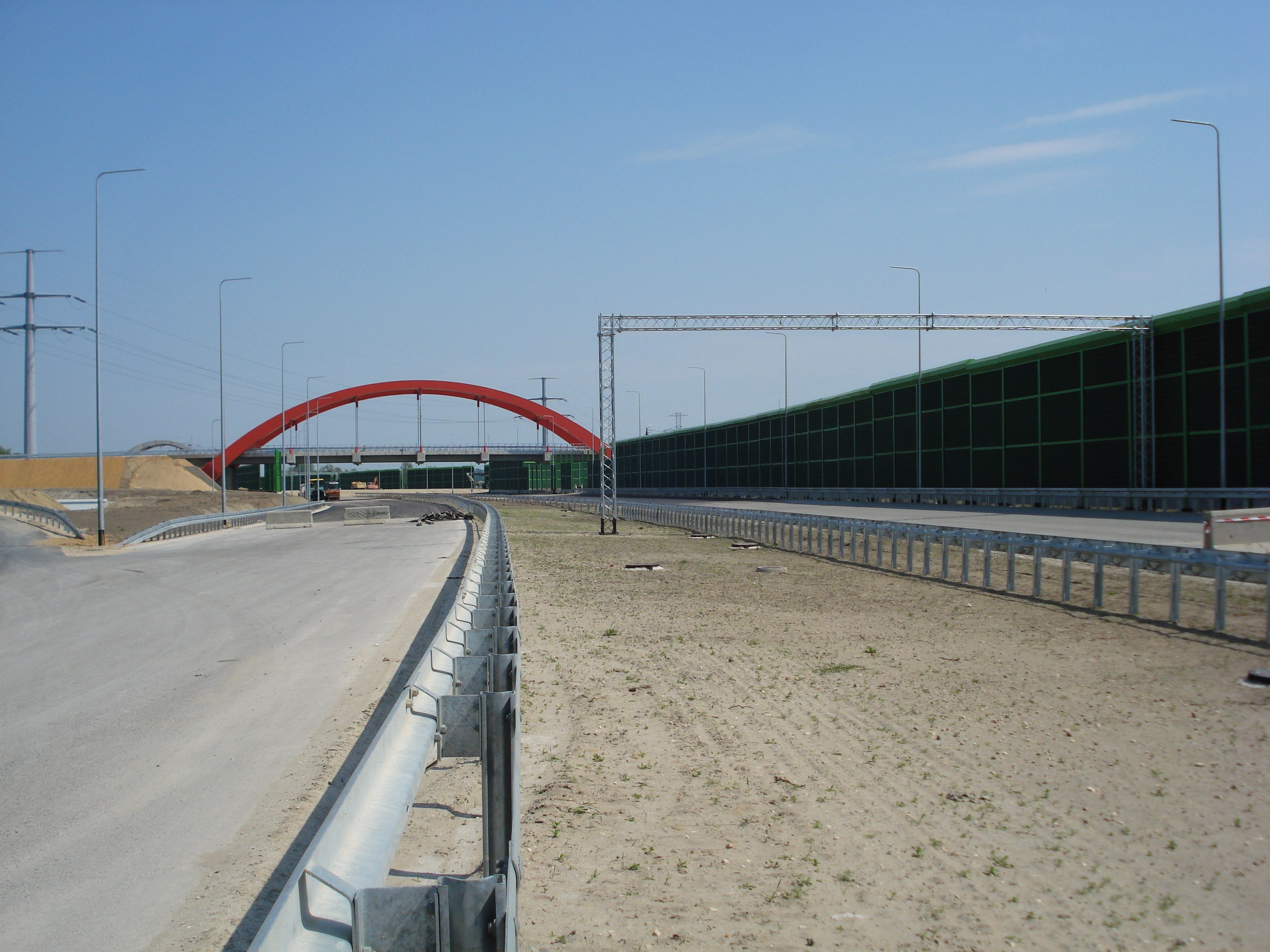
Будівництво транспортної розв'язки Паб'яниці північ - травень 2012.

Швидкісна дорога S14 — польська швидкісна дорога, так звана Західна об’їзна дорога Лодзі та об’їзна дорога Паб’яніце — у майбутньому з’єднає автомагістраль A2 (розв’язка Емілія) зі швидкісною дорогою S8 (розв’язка Ружа), що проходить меридіонально на західній стороні Лодзя, Згежа та Паб’яніце. Загальна довжина приблизно 41 км. Він повністю проходитиме в Лодзькому воєводстві на території таких гмін: Згеж, Александрув, Константинув і Паб’яніце, а також трьох районів Лодзі: Гурна, Полісся та Балути.